# Губанова Ірина Ігорівна
Ірина Ігорівна Губанова (Іраїда Гурзо; рос. Ирина Игоревна Губанова; 1940, Ленінград, РРФСР — 2000, Москва, Росія) — радянська, російська кіноакторка.

## Біографія
Закінчила Ленінградське хореографічне училище ім. А. Я. Ваганової (1958).
Працювала на кіностудії «Ленфільм», з 1978 — акторка Театру-студії кіноактора.
У 1960 році дебютувала в кіно в ролі Поліни у фільмі «Пікова дама» — екранізації однойменної опери П. І. Чайковського.
Зіграла близько 50 ролей в кіно і телефільмах. Популярність акторці принесли ролі у картинах: «Перший тролейбус» (1963, головна роль — Світлана), «Снігова королева» (1966, принцеса), «Війна і мир» (1965—1967, Соня, племінниця Ростова), «Зелена карета» (1967, Маша Донцова), «Небесні ластівки» (1976, Кароліна, настоятелька пансіону шляхетних дівчат «Небесні ластівки») та ін. Останню роль в кіно зіграла в картині «Три дні поза законом» (1992, мати Маші).
З кінця 1950-х багато працювала над дублюванням іноземних фільмів, серіалів («Дика Роза» (1987, мексиканський телесеріал, Едувіхіс) тощо) і картин союзних республік («Ночі без ночівлі» (1966), «Годинник капітана Енріко» (1967), «За поворотом — поворот» (1968), «Монолог» (1972, роль Є. Ханаєвої), «Подарунок самотній жінці» (1973), «Напад на таємну поліцію» (1974), «Міраж» (1983, Джіні) та ін.), а також — озвучуванням мультфільмів.
У шлюбі з актором Сергієм Гурзо народила дочку.
Померла 15 квітня 2000 р. в Москві. Похована в Санкт-Петербурзі на Серафимівському кладовищі.

## Фільмографія
- «Пікова дама» (1960, Поліна; вокал — Лариса Авдєєва)
- «Горизонт» (1961) — Віра, випускниця
- «713-й просить посадку» (1962)
- «Порожній рейс» (1962)
- «Приймаю бій» (1963)
- «Снігова королева» (1966, принцеса)
- «Війна і мир» (1965—1967, Соня, племінниця Ростова)
- «Зелена карета» (1967, Маша Донцова)
- «Віринея» (1968)
- «Снігуронька» (1968, Купава)
- «Ференц Ліст. Мрії любові» (1970, епізод)
- «Початок» (1970, глядачка на зйомках — епізод)
- «Степанова пам'ятка» (1976)
- «Небесні ластівки» (1976, Кароліна, настоятелька пансіону шляхетних дівчат «Небесні ластівки»)
- «Чужа» (1978, Леночка)
- «День на роздум» (1980, Тетяна Олександрівна)
- «Сицилійський захист» (1980, Яніна Станіславівна Гронская, експертка музею)
- «Жінка у білому» (1981, графиня Фоско)
- «Восьме диво світу» (1981, Поліна Чернова)
- «Приватне життя» (1982, Неллі Петрівна)
- «Висока проба» (1983, Надія, дружина Ільїна)
- «Битва за Москву» (1985, мати Зої Космодем'янської)
- «Подорож пана Ляпки» (1986, СРСР—Польща, королева Банялука)
- «Сирано де Бержерак» (1989, Дуенья Роксани)
- «Три дні поза законом» (1992, мати Маші) та ін.

Знялась в українських кінокартинах:
- «Перший тролейбус» (1963, Світлана)
- «Пізня дитина» (1970, головна роль — Людмила)
- «Де ви, лицарі?» (1971, Ольга Вікторівна)
- «Щовечора після роботи» (1973, Еллочка)
- «Жінки жартують серйозно» (1981, Ірма, співробітниця НДІ)
- «Яри» (1990)
- «Любов. Смертельна гра...» (1991)
- «Лавка „Рубинчик і…“» (1992)